# Bolesław Andrychowski
Bolesław Henryk Andrychowski (ur. 8 listopada 1922 we Włocławku, zm. 11 czerwca 1991 w Gdyni) – pułkownik pilot Sił Zbrojnych Polskiej Rzeczypospolitej Ludowej.

## Życiorys
Bolesław Henryk Andrychowski urodził się 8 listopada 1922 we Włocławku. Podczas II wojny światowej przebywał na wschodnich terenach II Rzeczypospolitej. Po wyzwoleniu tego rejonu spod okupacji niemieckiej, 1 maja 1944 został powołany do Wojska Polskiego. Od 15 maja 1944 służył w 4 Zapasowym Pułku Piechoty w Sumach. Został tam zakwalifikowany do służby w lotnictwie. 20 czerwca 1944 rozpoczął szkolenie lotnicze w 10 Wojskowej Szkole Lotniczej Wyszkolenia Podstawowego w Seroczyńsku. W szkole tej uczył się do 23 grudnia 1944, a następnie do 13 kwietnia 1946 kontynuował szkolenie w Kaczyńskiej Wojskowej Szkole Lotniczej im. Miasnikowa.
26 kwietnia 1946 powrócił do Polski, jako pilot lotnictwa myśliwskiego otrzymał przydział do 3 Pułku Lotnictwa Myśliwskiego w Krakowie. 1 lipca 1946 został mianowany chorążym. 3 Pułk Lotnictwa Myśliwskiego został przeniesiony do Babich Dołów na Oksywiu. W pułku wykonywał loty na myśliwcu Jak-9P i zajmował kolejne stanowiska służbowe: starszego pilota (od 30 lipca 1946), dowódcy klucza lotniczego (od 2 maja 1947), obserwatora eskadry (od 26 lipca 1947), pełniącego obowiązki dowódcy eskadry (od 29 grudnia 1948) i w końcu dowódcy eskadry (od 11 lutego do 10 sierpnia 1949). W międzyczasie został przeniesiony razem ze swoją jednostką na lotnisko Babie Doły koło Gdyni.
W okresie od 20 września 1949 do 10 stycznia 1950 był słuchaczem Oficerskiej Szkoły Lotniczej w Dęblinie. Po ukończeniu szkolenia pozostał w OSL. Swoje doświadczenie wykorzystywał w procesie szkolenia lotniczego podchorążych. Był pomocnikiem dowódcy 5 (6) Eskadry Wyszkolenia Podstawowego do spraw wyszkolenia lotniczego w Ułężu. 1 marca 1953 został przeniesiony do Oficerskiej Szkoły Lotniczej nr 5 w Radomiu, w której zajmował stanowisko pomocnika dowódcy 5 Eskadry Pilotażu Podstawowego w Podlodowie. 16 stycznia 1957 objął dowództwo 6 Eskadry Szkolenia Przejściowego w Tomaszowie Mazowieckim. 25 lutego 1958 został zastępcą dowódcy do spraw szkolenia lotniczego w nowo organizowanym 64 Pułku Szkolnym Oficerskiej Szkoły Lotniczej, im. Żwirki i Wigury w Przasnyszu. 1 maja 1958 awansował na majora.
30 kwietnia 1960 otrzymał nominację na stanowisko dowódcy 64 Pułku Szkolnego Oficerskiej Szkoły Lotniczej im. Żwirki i Wigury w Przasnyszu. 12 października 1961 awansował na podpułkownika. Obowiązki dowódcy tego pułku pełnił do 23 maja 1963 i tego samego dnia mianowany był dowódcą nowo formowanego 56 Pułku Śmigłowców w Inowrocławiu. Obowiązki dowódcy 56 Pułku Śmigłowców w Inowrocławiu pełnił od 24 maja 1963 do 25 grudnia 1971.
Od 13 stycznia do 13 listopada 1972 był organizatorem i pierwszym dowódcą 37 Pułku Śmigłowców Transportowych w Leźnicy Wielkiej koło Łęczycy. Po zwolnieniu ze stanowiska dowódcy jednostki został przeniesiony do dyspozycji dowódcy Wojsk Lotniczych, a 12 stycznia 1974 zwolniony z zawodowej służby wojskowej i przeniesiony do rezerwy.
Był pilotem wojskowym pierwszej klasy. Posiadał nalot ogólny wynoszący 3248 godzin i 43 minuty. Wykonał łącznie 9791 lotów. W 1963 został odznaczony Krzyżem Kawalerskim Orderu Odrodzenia Polski.
13 lipca 1951 w Dęblinie zawarł związek małżeński z Zofią z domu Dziewiszek. Syn Jarosław Andrychowski, był dowódcą 44 Bazy Lotnictwa Morskiego w Siemirowicach. Bolesław Henryk Andrychowski zmarł 11 czerwca 1991 w Gdyni.